# Smith & Wesson Modello 15
La Smith & Wesson Model 15 è una rivoltella a sei colpi a doppia azione con mirino aperto regolabile, costruito sul telaio a "K" di medie dimensioni dalla Smith & Wesson.
È dotata di cartucce .38 Special, con la canna lunga 4 pollici (102 mm). Originariamente noto come "K-38 Combat Masterpiece", è stata poi ribattezzata Model 15 nel 1957 quando a tutti i revolver Smith & Wesson sono stati chiamata con nomi numerici. La produzione del Model 15 avvenne dal 1949 al 1999. Fu interrotta per circa un decennio fino al 2011, quando fu prodotta una riedizione sotto la famiglia delle armi Revolver Classics.